# Lista de filmes sobre economia
Esta é uma lista de filmes sobre economia. Filme econômico é um gênero de filme preocupado com o tema economia, tipicamente mais sobre negócios, investimentos e finanças. Abrange filmes de ficção e documentários.

## Filmes de ficção
| Nome                                | Gênero                  | Ano  | País            | Subtemas                          | Ref   |
| ----------------------------------- | ----------------------- | ---- | --------------- | --------------------------------- | ----- |
| 99 Casas                            | drama                   | 2014 | Estados Unidos  | Grande Recessão                   |       |
| Amantes & Finanças                  | drama                   | 1981 | Estados Unidos  | Negócios                          |       |
| Arbitragem                          | drama/comédia           | 2012 | Estados Unidos  | arbitragem                        |       |
| Atlas Shrugged: Parte I             | ação/ficção científica  | 2011 | Estados Unidos  | depressão econômica/laissez-faire |       |
| A Fogueira das Vaidades             | drama                   | 1990 | Estados Unidos  | Wall Street                       |       |
| A Grande Aposta                     | Comédia / drama         | 2015 | Estados Unidos  | Crise do subprime                 |       |
| A Grande Virada                     | drama                   | 2010 | Estados Unidos  | Grande Recessão                   |       |
| À Procura da Felicidade             | drama                   | 2006 | Estados Unidos  | Desemprego                        |       |
| Conspiração - Ameaça Global         | suspense policial       | 2017 | Estados Unidos  | cyberattack financeiro            |       |
| Com o Dinheiro dos Outros           | drana/comédia romantica | 1991 | Estados Unidos  | companhias                        |       |
| Como Vencer na Vida Sem Fazer Força | comedia romântica       | 1967 | Estados Unidos  | negócios                          | [ 2 ] |
| Grande Demais para Quebrar          | drama                   | 2011 | Estados Unidos  | Grande Recessão                   |       |
| Jogo do Poder                       | drama                   | 2019 | França / Grécia | Crise da dívida pública da Grécia | [ 3 ] |
| Jogo do Dinheiro                    | drama/suspense/ação     | 2016 | Estados Unidos  | Mercado de ações                  |       |
| L'argent des autres                 | drama                   | 1978 | França          | setor bancário                    |       |
| Linha Reta                          | suspense                | 2018 | Estados Unidos  | Negociações de alta frequência    | [ 4 ] |
| Margin Call - O Dia Antes do Fim    | drama/suspense          | 2011 | Estados Unidos  | Grande Recessão                   |       |
| Mundo da Mulher                     | comedia                 | 1954 | Estados Unidos  | negócios                          |       |
| Na Roda da Fortuna                  | comêdia                 | 1994 | Estados Unidos  | Mercados de ações e companhias    |       |
| Operação Sombra - Jack Ryan         | ação                    | 2014 | Estados Unidos  | Wall Street                       |       |
| O Primeiro Milhão                   | drama                   | 2000 | Estados Unidos  | mercado financeiro                | [ 5 ] |
| O Capital                           | drama/suspense          | 2012 | França          | Fundo de cobertura                |       |
| O Eclipse                           | drama/romance           | 1962 | Itália / França | Mercado financeiro                |       |
| O Desinformante                     | drama/comédia           | 2009 | Estados Unidos  | Cartel                            |       |
| O Lobo de Wall Street               | drama                   | 2013 | Estados Unidos  | Mercado de ações                  |       |
| O Cadilac de Ouro                   | comedia romântica       | 1956 | Estados Unidos  | companhias                        |       |
| O Segredo do Meu Sucesso            | comedia                 | 1987 | Estados Unidos  | companhias                        |       |
| Quicksilver - O Prazer de Ganhar    | romance                 | 1986 | Estados Unidos  | Mercado de ações                  |       |
| Real: O Plano por Trás da História  | drama                   | 2017 | Brasil          | Plano Real                        |       |
| Selvagens em Wall Street            | drama                   | 1993 | Estados Unidos  | aquisição alavancada              |       |
| Uma Mente Brilhante                 | drama biográfico        | 2001 | Estados Unidos  | teoria dos jogos                  |       |
| Wall Street                         | drama                   | 1987 | Estados Unidos  | Mercado de ações                  |       |
| Wall Street: O Dinheiro Nunca Dorme | drama                   | 2010 | Estados Unidos  | Mercado de ações                  |       |

## Documentários
- Ábaco: Pequeno o suficiente para a cadeia (2016)
- O Grande (1996)
- Capitalismo: Uma História de Amor (2009)
- A Corporação (2003)
- Debtocracia (2011)
- A roupa nova do imperador (2015)
- Enron: Os caras mais inteligentes da sala (2005)
- Piso (2009)
- O Previsor (2014)
- Freakonomics: O Filme (2010)
- A globalização é boa (2003; documentário de TV)
- Heist: Quem roubou o sonho americano? (2011)
- Desigualdade para Todos (2013)
- Trabalho Interno (2010)
- IOUSA (2008)
- Os Últimos Dias do Lehman Brothers (2009; filme para TV)
- Vamos Ganhar Dinheiro (2008)
- Vida e Dívida (2001)
- Maquilapolis: Cidade das Fábricas (2006)
- Marx Recarregado (2011)
- Talvez eu devesse ter (2010)
- Maximizado: tempos difíceis, crédito fácil e a era dos credores predatórios (2007)
- Dinheiro para nada: dentro do Federal Reserve (2013)
- Monetocracia (2012)
- O recesso termina (2009)
- Risco/Recompensa (2003)
- Roger e eu (1989)
- Sul da Fronteira (2009)
- Espremido (2007)
- Startup.com (2001)
- Erro de sistema: como o capitalismo vai acabar? (2018)
- Wal-Mart: O alto custo do preço baixo (2005)
- Quem está contando? Marilyn Waring sobre sexo, mentiras e economia global (1995)
- Os Homens Sim (2003)
- Os Sim Homens Consertam o Mundo (2008)